# Hajnówka Wąskotorowa
Hajnówka Wąskotorowa - dawna wąskotorowa stacja kolejowa w mieście Hajnówka, w województwie podlaskim, w Polsce.